# Mirosław Bulzacki
Mirosław Andrzej Bulzacki (Łódź, Polonia, 23 de octubre de 1951) es un exfutbolista y actual político polaco que jugaba como defensa.

## Selección nacional
Fue internacional con la selección polaca en 23 ocasiones. Formó parte de la selección que obtuvo el tercer lugar en la Copa del Mundo de 1974, pese a no haber jugado ningún partido durante el torneo.

### Participaciones en Copas del Mundo
| Mundial                        | Sede             | Resultado    | Partidos | Goles |
| ------------------------------ | ---------------- | ------------ | -------- | ----- |
| Copa Mundial de Fútbol de 1974 | Alemania Federal | Tercer lugar | 0        | 0     |

## Clubes
| Club             | País             | Año       |
| ---------------- | ---------------- | --------- |
| ŁKS Łódź         | Polonia          | 1969-1983 |
| Start Łódź       | Polonia          | 1983-1984 |
| VfL Herzlake     | Alemania Federal | 1984      |
| TV Wehingen 1891 | Alemania Federal | 1984-1986 |
| Dozamet Nowa Sól | Polonia          | 1987-1988 |
| TV Wehingen 1891 | Alemania         | 1988-1992 |

## Palmarés

### Distinciones individuales
| Distinción                            | Año  |
| ------------------------------------- | ---- |
| Jugador revelación del año en Polonia | 1973 |